# Colotis regina
Colotis regina is een vlindersoort uit de familie van de Pieridae (witjes), onderfamilie Pierinae. De diersoort komt voor in Zimbabwe.
Colotis regina werd in 1863 beschreven door Trimen.